# Hydraena muelleri
Hydraena muelleri är en skalbaggsart som beskrevs av Pretner 1931. Hydraena muelleri ingår i släktet Hydraena och familjen vattenbrynsbaggar. Inga underarter finns listade i Catalogue of Life.